# Paragunnellichthys springeri
Paragunnellichthys springeri är en fiskart som beskrevs av Dawson, 1970. Paragunnellichthys springeri ingår i släktet Paragunnellichthys och familjen Microdesmidae. Inga underarter finns listade i Catalogue of Life.